# LGV Interconnexion Est
A LGV Interconnexion Est egy francia kétvágányú, 25 kV 50 Hz-cel villamosított nagysebességű vasútvonal, ami csatlakoztatja a LGV Nordot és az LGV Sud-Estet az Île de France-on keresztül. 1994-ben nyílt meg.
Három vonalból áll, ami Coubertnél kezdődik:
- nyugati ág: Párizs és Nyugat-Franciaország irányába, Valentonnél ér véget.
- északi ág: Észak-Franciaország, London és Brüsszel irányába, Vémarsnál csatlakozik az LGV Nord.
- déli ág: Délkelet-Franciaország irányába, Moisenaynél csatlakozik a LGV Sud-Esthez.

## Eljutási idők
- Lille - Roissy CDG 0:50
- Lille- Lyon 2:50
- Lille- Nantes 3:50
- Lille- Grenoble 4:25
- Lille- Marseille 4:30
- Lille- Bordeaux 5:00
- Brüsszel -Lyon 3:40
- Brüsszel- Marseilles 5:25
- Brüsszel- Valence 4:30
- Brüsszel- Rennes 4:50
- Brüsszel- Montpellier 5:40